# 히가시미야하라역
히가시미야하라역(일본어: 東宮原駅)은 일본 사이타마현 사이타마시 기타구에 있는 사이타마 신도시 교통 이나 선의 역이다.

## 역 구조
상대식 승강장 2면 2선의 고가역이다. 도호쿠・조에쓰 신칸센의 고가 궤도를 끼고 위치한다. 개찰구는 우치주쿠 방향에 있다.

### 승강장
| 1 | ■ 이나 선(뉴셔틀) | 마루야마・우치주쿠 방면 |
| 2 | ■ 이나 선(뉴셔틀) | 오미야 방면             |

## 역 주변
기타 구 미야하라초의 동단에 위치하고 있으며, 주위는 아파트가 집적한 주택지이다. JR 동일본 다카사키 선 미야하라역과 약 800m 동쪽에 있고 두 역은 "미야하라 역전길"(본 역 북쪽)로 도보 10 ~ 15분에서 연결 가능(노선 버스도 있음)한 점에서, 다카사키 선이 운전을 보류한 경우에는 본 역에서 대체 수송을 실시하는 일이 있다.
- 푸드 밸류 미야하라히가시구치점(맥도널드 미야하라히가시구치점 병설)
- 국도 제17호선(서쪽)
- 사이타마 현도 35호 가와구치아게오 선(산업도로의 동쪽)
- 오미야 미야하라 우체국
- 야오코 오미야 미야하라점
- 라면 가게 뉴 샤토루 미야하라점
- TSUTAYA 오미야 미야하라점
- UR미야하라 단지

## 역사
- 1983년 12월 22일: 영업 개시.
- 2007년 3월 18일: IC카드 Suica 공용 개시.

## 사진

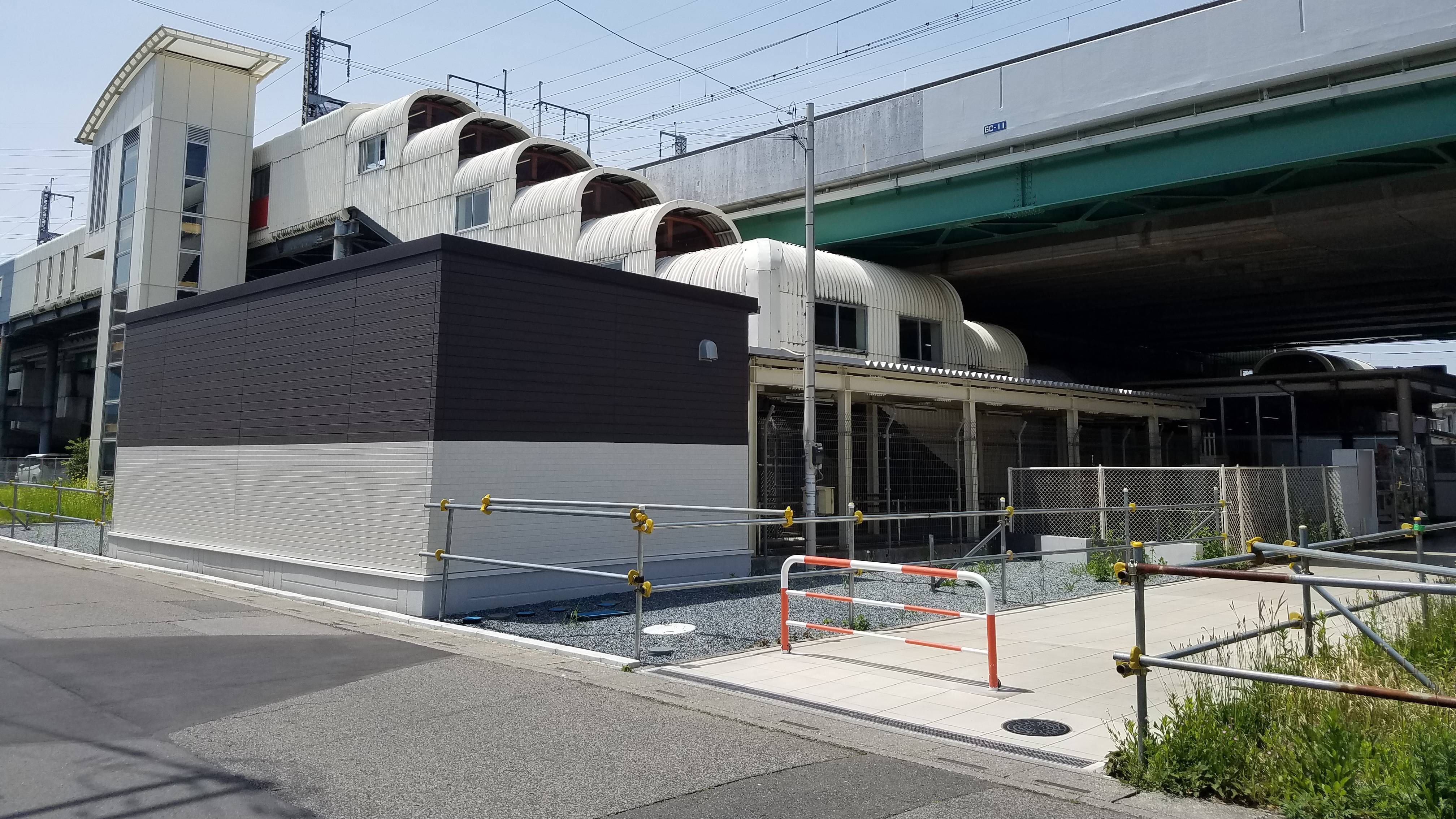
동쪽 역사(2021년 5월 4일)
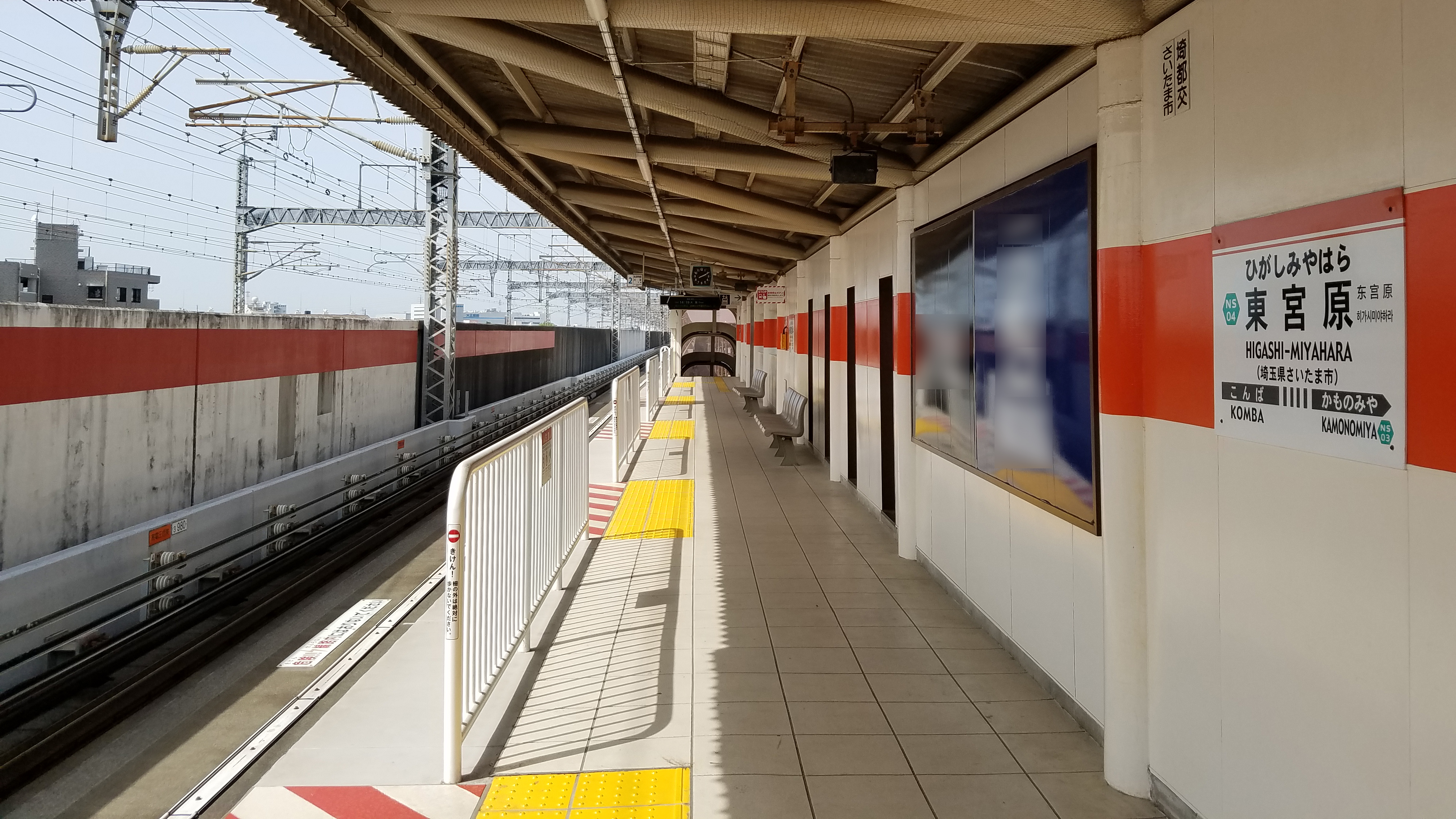
2번 승강장(2021년 5월 4일)

## 인접역
| 사이타마 신도시 교통 ■ 이나 선 | 사이타마 신도시 교통 ■ 이나 선 | 사이타마 신도시 교통 ■ 이나 선 |
| ------------------------------ | ------------------------------ | ------------------------------ |
| 가모노미야 오미야 방면         |                                | 곤바 우치주쿠 방면             |